# Глыбовский сельсовет
Глыбовский сельсовет — административная единица на территории Речицкого района Гомельской области Республики Беларусь. Административный центр — агрогородок Глыбов.

## Состав
Глыбовский сельсовет включает 13 населённых пунктов:
- Береговая Слобода — деревня.
- Володарск — деревня.
- Глыбов — деревня.
- Горваль — деревня.
- Горновка — деревня.
- Доброволец — посёлок.
- Милоград — деревня.
- Москали — деревня.
- Первое Мая — деревня.
- Подолесье — деревня.
- Свидера — деревня.
- Старина — деревня.
- Стасевка — деревня.

## Награды
- Глыбовский сельсовет — лауреат Республиканского туристического конкурса «Познай Беларусь» (Минск, 2022). В номинации «Объект экологического туризма» награждён Глыбовский сельский исполнительный комитет за новый туристический маршрут «Эколого-туристическая тропа к Милоградскому городищу»[1].

## Достопримечательность
- В сентябре 2024 года открыт маршрут памяти «По дорогам Великой Отечественной войны на территории Глыбовского сельсовета»[2]
  - аг. Глыбов — Курган Славы (1), воинские захоронения (2);
  - д. Стасевка — памятник (1);
  - д. Горновка — памятники (2), братские могилы (2), воинские захоронения (3);
  - д. Володарск — братские могилы (3), воинское захоронение (1);
  - д. Подолесье — воинские захоронения (3), братская могила (1), памятник (1);
  - д. Береговая Слобода — могила неизвестного солдата (1), памятник (1);
  - д. Горваль — памятники (3), братская могила (1), захоронение (1).[2]

Перед въездом в агрогородок Глыбов размещен стенд с маршрутом и обозначениями, где и в каких населенных пунктах имеются памятник, обелиск, братская могила или воинское захоронение.